# Unión de Patriotas (Rumanía)
La Unión de Patriotas (en rumano: Uniunea Patrioților) fue un exiguo partido político rumano de la posguerra de la Segunda Guerra Mundial.
Formó parte del Frente Democrático Nacional (FDN) formado en octubre de 1944 por los partidos de izquierda rumanos. Formación poco estructurada, se la consideraba "la antesala"  del Partido Comunista Rumano, creado aparentemente para atraer a miembros de la clase media al FDN, aunque no logró un éxito notable.
En las elecciones rumanas de noviembre de 1946 el partido, que había cambiado de nombre para llamarse Partido Popular Nacional, se presentó en la agrupación controlada por los comunistas, junto a estos, los restos del partido socialdemócrata, los liberales de Tătărescu y el Frente de Labradores del primer ministro Petru Groza.
Parte de los miembros de la "Unión Nacional por el Trabajo y la Reconstrucción"" de Constantin Argetoianu se unieron a la formación cuando aquella se disolvió.
Desapareció en 1949, cuando sus miembros se integraron en la nueva formación controlada por los comunistas.